# 青春の日々
「青春の日々」（原題： These Days）は、ジャクソン・ブラウンが作詞作曲した楽曲。1967年にニコが取り上げて以来、多くのミュージシャンにカバーされた。ニコのバージョンの邦題は「ジーズ・デイズ」。ブラウンの代表作の一つ。

## ニコのオリジナル・バージョン
「These Days」は1964年か1965年、ブラウンが16歳のときに書かれた。1967年1月7日、彼は自作の曲のデモテープを作り、ニューヨークにあったニコの音楽出版社にテープを持ち込んだ。当初のタイトルは「I've Been Out Walking」であり、テープの3番目に入っていた曲だった。「These Days」と改題された本作品は同年10月、ニコのデビュー・ソロ・アルバムである『Chelsea Girl』に収録された。これがオリジナル・バージョンである。邦題は「ジーズ・デイズ」。
「モダンな音がほしい。アコースティックではなく」というアンディ・ウォーホールの意向により、ニコのバージョンにはブラウン自身がレコーディングに参加し、エレクトリック・ギターをフィンガー・ピッキングで演奏した。プロデューサーのトム・ウィルソンはニコには告げずにストリングスとフルートをオーバーダビングした。彼女は追加されたストリングスを好まなかったと言われている。
ニコのバージョンは映画『ザ・ロイヤル・テネンバウムズ』（2001年）に使用された。

## ジャクソン・ブラウンのバージョン
ブラウン自身のバージョンは1973年になって初めて発表された。それまでにニッティー・グリッティー・ダート・バンドやジェニファー・ウォーンズなど多くのミュージシャンがカバーしていたが、彼は自ら吹き込むにあたってグレッグ・オールマンのバージョンのアレンジを参考にしたという（オールマンのバージョンのリリースはブラウンと同じ1973年10月）。
2枚目のアルバム『フォー・エヴリマン』に歌詞をいくつか改変して収録した。邦題は「青春の日々」。演奏者は次のとおり。ジャクソン・ブラウン（ボーカル、アコースティック・ギター）、ダグ・ヘイウッド（ベース、ハーモニー・ボーカル）、デヴィッド・リンドレー（スライド・ギター）、ジム・ケルトナー（ドラムズ）、デヴィッド・ペイチ（ピアノ）。

## カバー・バージョン
- ニッティー・グリッティー・ダート・バンド - 1968年のシングル。
- トム・ラッシュ - 『Tom Rush』（1970年）に収録。
- ジェニファー・ウォーンズ - 『Jennifer』（1972年）に収録。
- グレッグ・オールマン - 『Laid Back』（1973年）に収録。
- イアン・マシューズ - 『Valley Hi』（1973年）に収録。
- シェール - 『Stars』（1975年）に収録。
- エヴリシング・バット・ザ・ガール - EP『Missing - The Live EP』（1994年）に収録。
- キャスリン・ウィリアムズ - 『Relations』（2004年）に収録。
- セイント・ヴィンセント - EP『Paris Is Burning』（2006年）に収録。
- グレン・キャンベル - 『Meet Glen Campbell』（2008年）に収録。
- ペニー・ニコルズ - 『Colors of the Sun - Penny Nichols Sings the Early Songs of Jackson Browne』（2012年）に収録。
- ドン・ヘンリー - コンピレーション・アルバム『Looking Into You: A Tribute to Jackson Browne』（2014年）に収録。
- キャット・パワー - 『Covers』（2022年）に収録[8]。